# داماسكيوس
ولد الفيلسوف داماسكيوس Δαμάσκιος في دمشق عام 458 ميلادي وتوفي عام 538 ميلادي، ويعرف بأنه آخر فلاسفة الأفلاطونية المحدثة، فقد كان آخر مدراء مدرسة أثينا (الأكاديمية الأفلاطونية الحديثة).
كان داماسكيوس أحد الفلاسفة الوثنيين الذين تعرضوا لاضطهاد جستنيان الأول في بداية القرن السادس الميلادي، وأجبر على اللجوء لمحكمة ساسانيون قبل أن يسمح له بالعودة إلى الإمبراطورية البيزنطية.
أما أعماله التي وصلت إلينا فتتكون من ثلاثة تعليقات على أعمال أفلاطون وأحد نصوص ما وراء الطبيعة بعنوان «صعوبات وحلول من المبادئ الأولى».

## وصلات خارجية
- داماسكيوس على موقع الموسوعة البريطانية (الإنجليزية)
- داماسكيوس على موقع إن إن دي بي (الإنجليزية)

1. 1 2  autori vari (1931), Enciclopedia Treccani | DAMASCIO (بالإيطالية), Istituto dell'Enciclopedia Italiana, QID:Q731361
2. ↑  "Dictionnaire des philosophes antiques II". Dictionnaire des philosophes antiques (بالفرنسية): 545. 1994. QID:Q18602173.